# ASC Ville de Dakar
L'Association sportive et culturelle de la Ville de Dakar est un club de basket-ball basé à Dakar.

## Histoire
L'ASC Ville de Dakar est fondé dans les années 1980, et ne comporte pas d'équipe masculine, qui est créée en 2014 seulement.
Son premier trophée majeur est remporté en 2017, lorsque les Dakaroises remportent la Coupe du Sénégal contre le Dakar Université Club.
Elle remporte son premier titre de Championnat du Sénégal en octobre 2019, et réalise même le doublé quelques jours plus tard, en gagnant la finale de la Coupe du Sénégal contre le Saint-Louis Basket Club. Le club réalise à nouveau le doublé en 2020 et 2021.
Elle devait disputer sa première Coupe d'Afrique des clubs champions en 2021 mais la compétition est annulée.
En 2022, le club remporte le Championnat, la Coupe du Sénégal et la Coupe de la Ligue.

## Palmarès

### Féminin
- Championnat du Sénégal (6)
  - Championne en 2019, 2021, 2022, 2023, 2024[7] et 2025[8]
- Coupe du Sénégal (4)
  - Championne en 2019, 2021, 2022 et 2024[9]
- Coupe du maire (4)
  - Championne en 2017, 2018, 2021 et 2024

### Masculin
- Champion du Sénégal (2)
  - Champion en 2024[10] et 2025[8]
- Coupe du Sénégal (2) 
  - Champion en 2024[11]
  - Finaliste en 2023[12]

## Joueuses notables
- Fatoumata Bagayoko
- Ramata Daou
- Ndèye Sène